# Capasa bifurcata
Capasa bifurcata là một loài bướm đêm trong họ Geometridae.